# Rosel
Pour les articles homonymes, voir Rosel (homonymie).
Rosel est une commune française, située dans le département du Calvados en région Normandie, peuplée de 643 habitants.

## Géographie
La commune de Rosel se situe à 8 kilomètres de Caen, dans la vallée de la Mue.
| Rots (comm. dél. de Lasson) | Cairon                           | Cairon |
| Rots (comm. dél. de Lasson) | Rosel                            | Cairon |
| Rots (propre territoire)    | Rots (propre territoire), Authie | Authie |

### Hydrographie
La commune est située dans le bassin Seine-Normandie. Elle est drainée par la Mue et un bras de la Mue,,.
La Mue, d'une longueur de 22 km, prend sa source dans la commune de Thue et Mue et se jette  dans la Seulles à Reviers, après avoir traversé dix communes. 

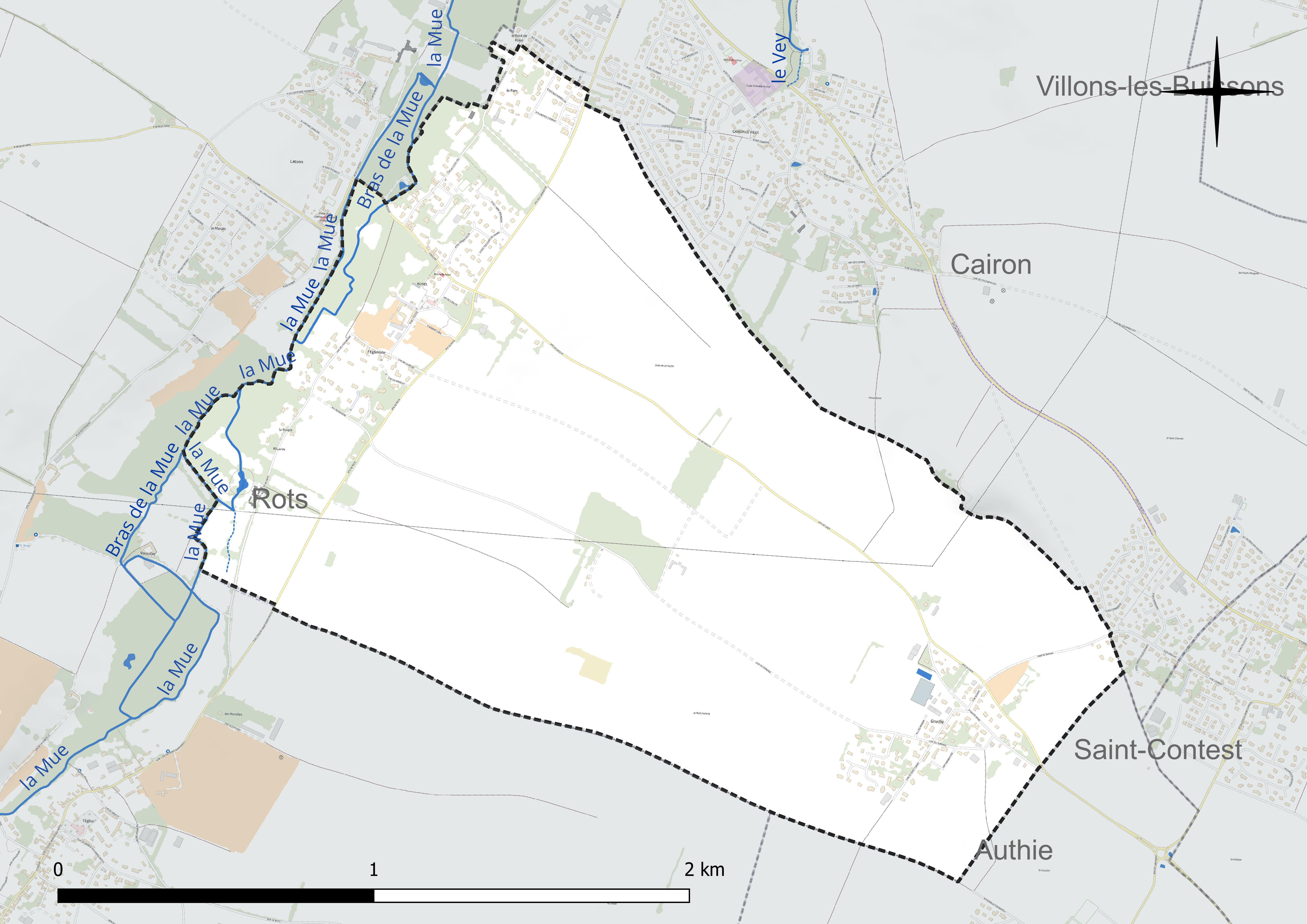
Réseau hydrographique de Rosel.

### Climat
Pour des articles plus généraux, voir Climat de la Normandie et Climat du Calvados.
En 2010, le climat de la commune est de type climat océanique altéré, selon une étude du CNRS s'appuyant sur une série de données couvrant la période 1971-2000. En 2020, Météo-France publie une typologie des climats de la France métropolitaine dans laquelle la commune est exposée à un climat océanique et est dans la région climatique  Normandie (Cotentin, Orne), caractérisée par une pluviométrie relativement élevée (850 mm/a) et un été frais (15,5 °C) et venté. Parallèlement le GIEC normand, un groupe régional d'experts sur le climat, différencie quant à lui, dans une étude de 2020, trois grands types de climats pour la région Normandie, nuancés à une échelle plus fine par les facteurs géographiques locaux. La commune est, selon ce zonage, exposée à un « climat des plateaux abrités », correspondant à la plaine agricole de Caen à Falaise, sous le vent des collines de Normandie et proche de la mer, se caractérisant par une pluviométrie et des contraintes thermiques modérées.
Pour la période 1971-2000, la température annuelle moyenne est de 10,7 °C, avec  une amplitude thermique annuelle de 12 °C. Le cumul annuel moyen de précipitations est de 724 mm, avec 11,9 jours de précipitations en janvier et 7,6 jours en juillet. Pour la période 1991-2020, la température moyenne annuelle observée sur la station météorologique la plus proche, située sur la commune de Carpiquet à 5 km à vol d'oiseau, est de 11,5 °C et le cumul annuel moyen de précipitations est de 740,3 mm,. Pour l'avenir, les paramètres climatiques de la commune estimés pour 2050 selon différents scénarios d'émission de gaz à effet de serre sont consultables sur un site dédié publié par Météo-France en novembre 2022.

## Urbanisme

### Typologie
Au 1er janvier 2024, Rosel est catégorisée commune rurale à habitat dispersé, selon la nouvelle grille communale de densité à 7 niveaux définie par l'Insee en 2022.
Elle appartient à l'unité urbaine de Cairon, une agglomération intra-départementale dont elle est une commune de la banlieue,. Par ailleurs la commune fait partie de l'aire d'attraction de Caen, dont elle est une commune de la couronne,. Cette aire, qui regroupe 296 communes, est catégorisée dans les aires de 200 000 à moins de 700 000 habitants,.

### Occupation des sols
L'occupation des sols de la commune, telle qu'elle ressort de la base de données européenne d'occupation biophysique des sols Corine Land Cover (CLC), est marquée par l'importance des territoires agricoles (81,1 % en 2018), en diminution par rapport à 1990 (87,7 %). La répartition détaillée en 2018 est la suivante : 
terres arables (80 %), zones urbanisées (17,5 %), forêts (1,4 %), prairies (1,2 %). L'évolution de l'occupation des sols de la commune et de ses infrastructures peut être observée sur les différentes représentations cartographiques du territoire : la carte de Cassini (XVIIIe siècle), la carte d'état-major (1820-1866) et les cartes ou photos aériennes de l'IGN pour la période actuelle (1950 à aujourd'hui).

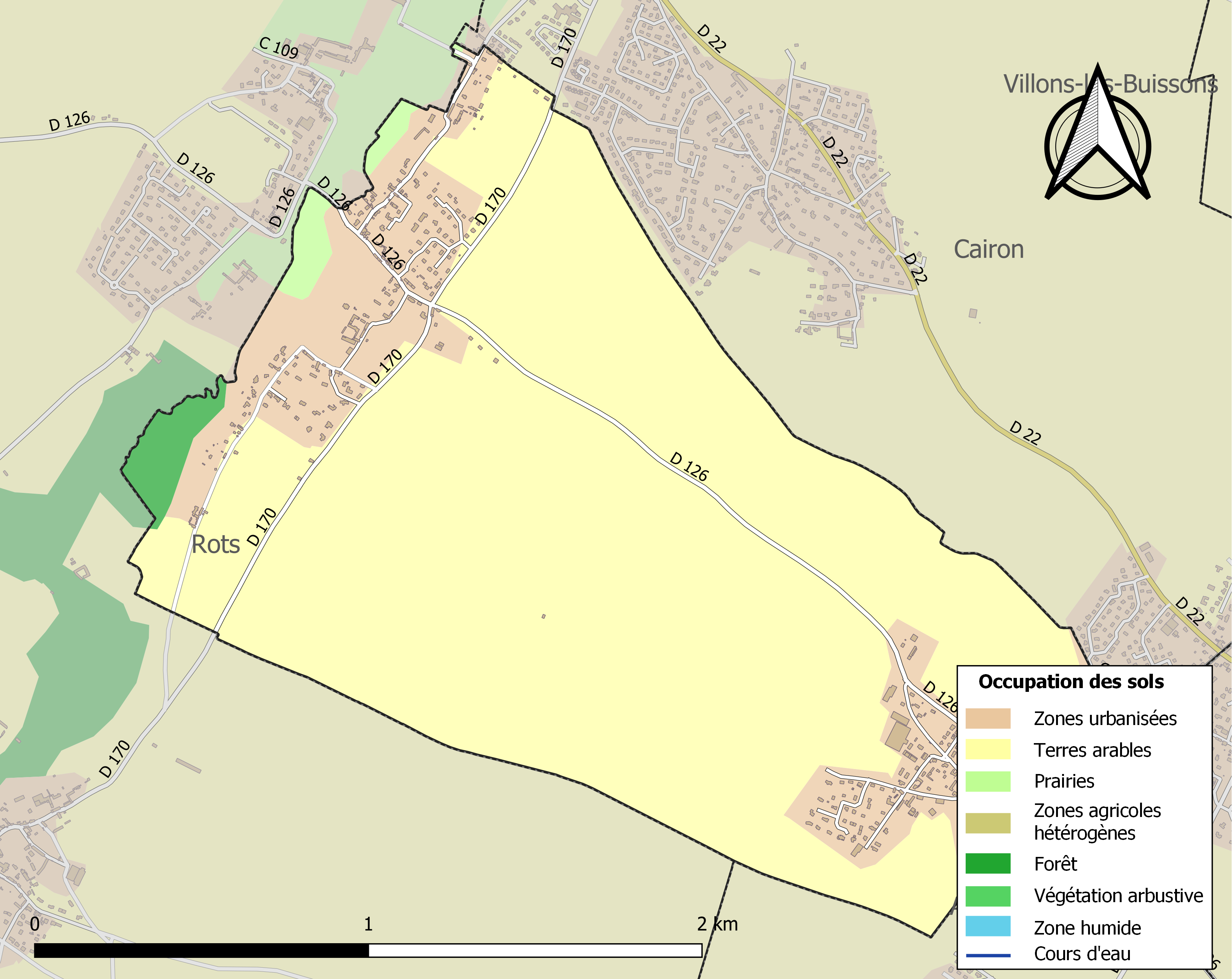
Carte des infrastructures et de l'occupation des sols de la commune en 2018 (CLC).

## Toponymie
Le nom de la localité est attesté sous la forme Rosel en 1066.
Le toponyme est issu de l'ancien français ros et son dérivé rosel (roseau).[source insuffisante]
Le gentilé est Roselois.

## Histoire
La commune est libérée le 11 juin 1944 peu après le débarquement par des soldats canadiens, des commandos dirigés par le lieutenant colonel Campdell Hardy de la 3e division d'infanterie, avec l'appui des blindés du Fort Garry Horse. Mais le village restera sur la ligne de feu jusqu'à la libération de Caen le 9 juillet.

## Politique et administration
| Période                                  | Période       | Identité                 | Étiquette | Qualité                                                                    |
| ---------------------------------------- | ------------- | ------------------------ | --------- | -------------------------------------------------------------------------- |
|                                          |               | Louis Joret-Desclosières |           |                                                                            |
| juin 1995                                | novembre 2006 | Michel Lefondré          |           | Professeur de droit public                                                 |
| janvier 2007                             | En cours      | Véronique Masson         | SE        | Responsable service maintien à domicile des personnes âgées et handicapées |
| Les données manquantes sont à compléter. |               |                          |           |                                                                            |

Le conseil municipal est composé de quinze membres dont le maire et quatre adjoints.

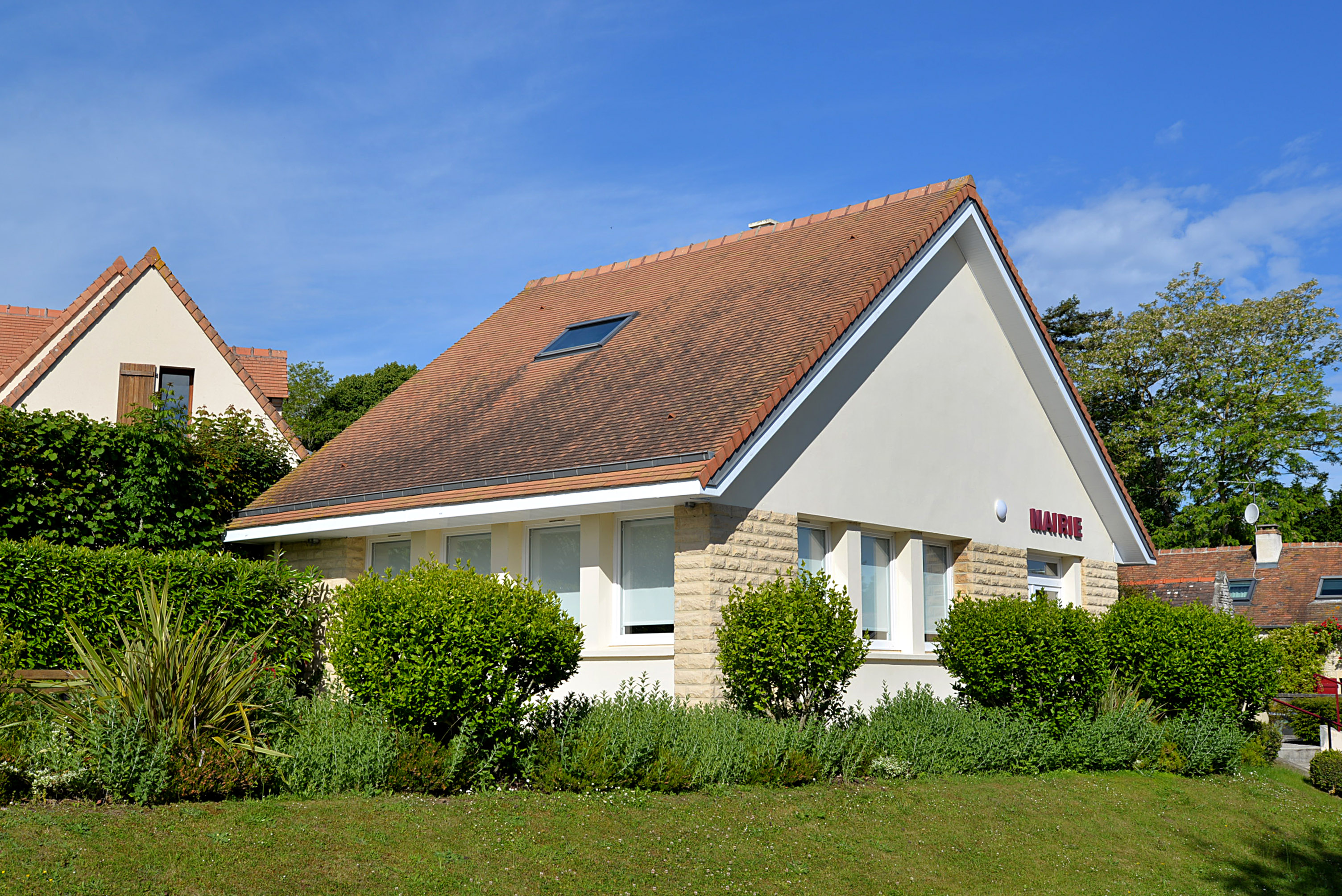
La mairie.

## Démographie
L'évolution du nombre d'habitants est connue à travers les recensements de la population effectués dans la commune depuis 1793. Pour les communes de moins de 10 000 habitants, une enquête de recensement portant sur toute la population est réalisée tous les cinq ans, les populations de référence des années intermédiaires étant quant à elles estimées par interpolation ou extrapolation. Pour la commune, le premier recensement exhaustif entrant dans le cadre du nouveau dispositif a été réalisé en 2007.
En 2022, la commune comptait 643 habitants, en évolution de +16,06 % par rapport à 2016 (Calvados : +1,58 %, France hors Mayotte : +2,11 %).
| 1793 | 1800 | 1806 | 1821 | 1831 | 1836 | 1841 | 1846 | 1851 |
| ---- | ---- | ---- | ---- | ---- | ---- | ---- | ---- | ---- |
| 397  | 389  | 430  | 403  | 432  | 412  | 380  | 380  | 370  |

| 1856 | 1861 | 1866 | 1872 | 1876 | 1881 | 1886 | 1891 | 1896 |
| ---- | ---- | ---- | ---- | ---- | ---- | ---- | ---- | ---- |
| 362  | 329  | 316  | 288  | 232  | 250  | 221  | 214  | 177  |

| 1901 | 1906 | 1911 | 1921 | 1926 | 1931 | 1936 | 1946 | 1954 |
| ---- | ---- | ---- | ---- | ---- | ---- | ---- | ---- | ---- |
| 161  | 155  | 167  | 168  | 162  | 170  | 176  | 190  | 227  |

| 1962 | 1968 | 1975 | 1982 | 1990 | 1999 | 2006 | 2007 | 2012 |
| ---- | ---- | ---- | ---- | ---- | ---- | ---- | ---- | ---- |
| 258  | 280  | 317  | 373  | 543  | 558  | 510  | 503  | 568  |

| 2017 | 2022 | - | - | - | - | - | - | - |
| ---- | ---- | - | - | - | - | - | - | - |
| 541  | 643  | - | - | - | - | - | - | - |

## Culture locale et patrimoine

### Lieux et monuments
- Église Saint-Martin des XIIe et XVe siècles) dont le clocher est classé au titre des monuments historiques par arrêté du 8 juillet 1910[28].
- Château de Rosel du XIXe siècle.
- Manoir de Gruchy (entièrement détruit en 1944), inscrit par arrêté du 18 mars 1927[29]. Le site se présentait sous la forme d'une enceinte quadrangulaire entourée de douves dont l'un des côtés était occupé par un logis flanqué d'une tourelle octogonale à usage d'escalier dont le dernier étage était encorbellé sur plan carré. Le château datait de la fin du XVe ou du début du XVIe siècle[30].

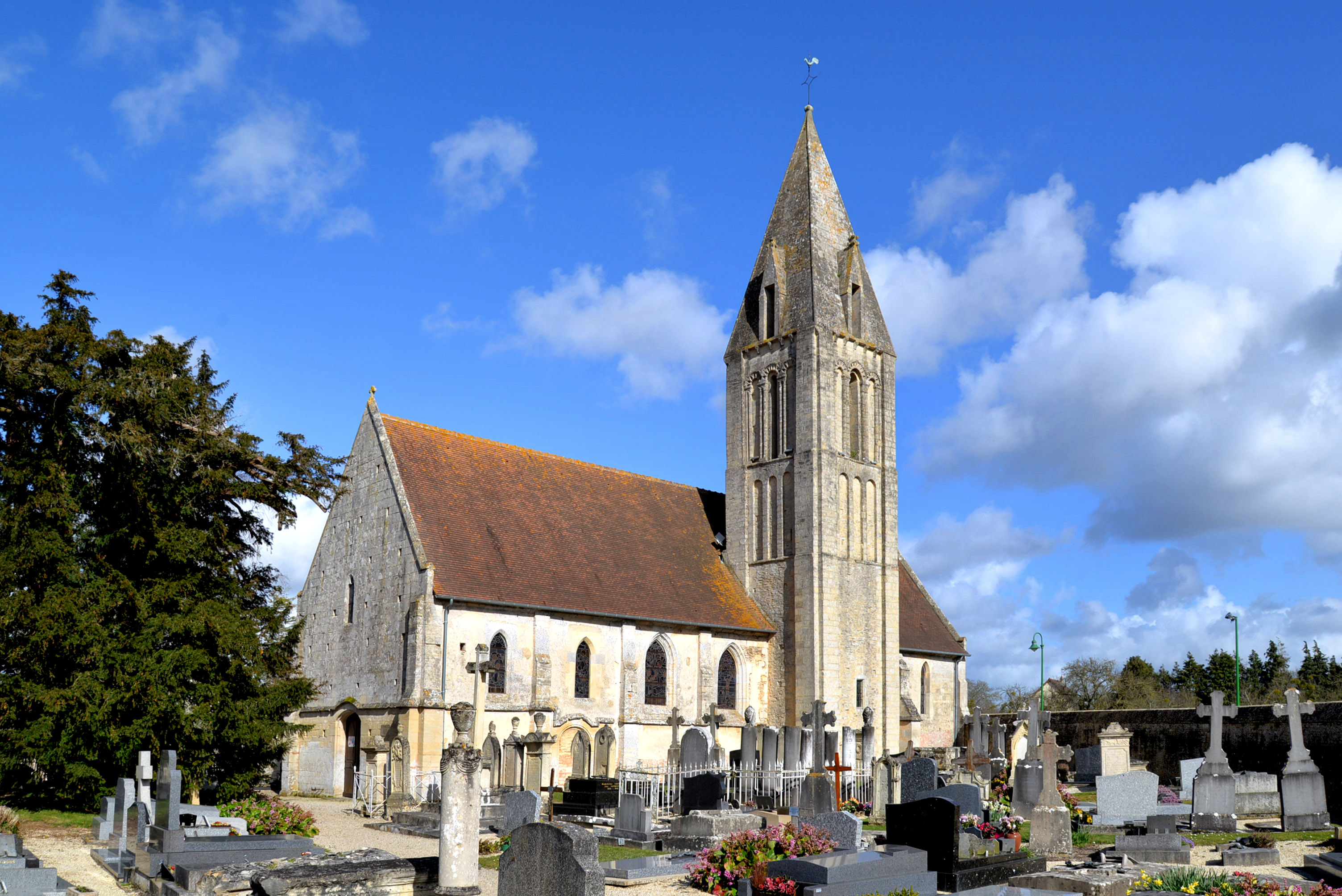
L'église Saint-Martin.
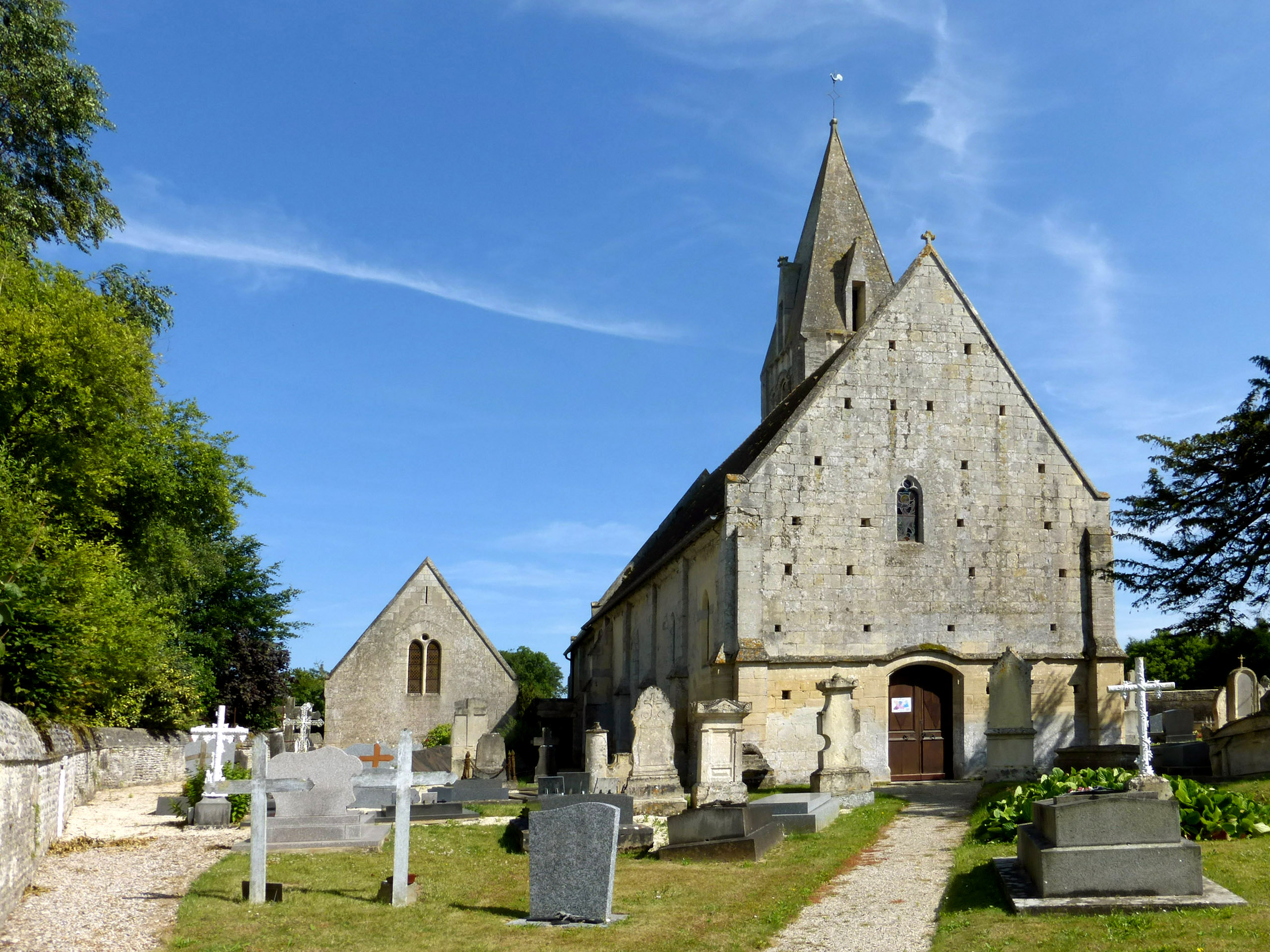
L'église Saint-Martin.
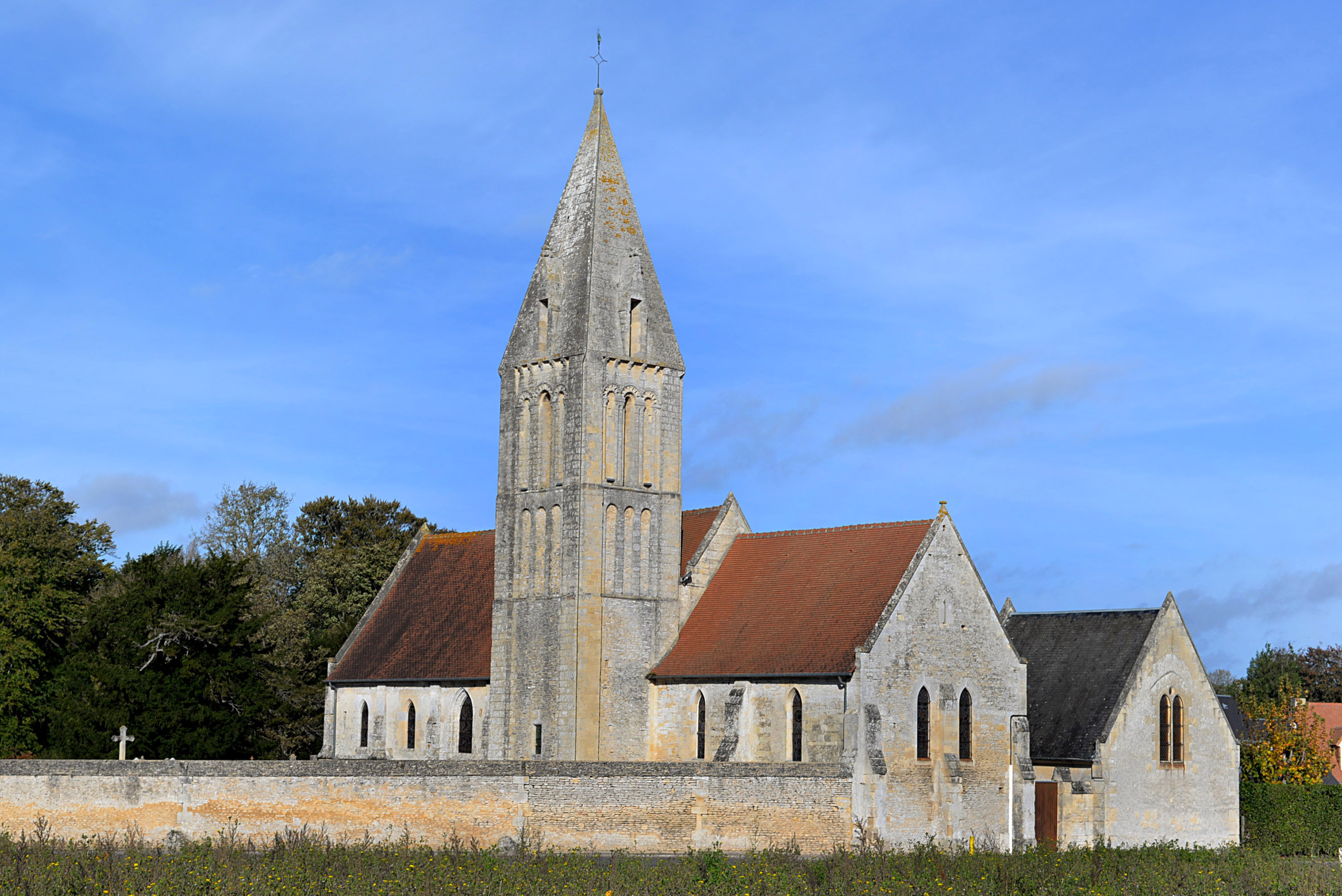
L'église Saint-Martin.
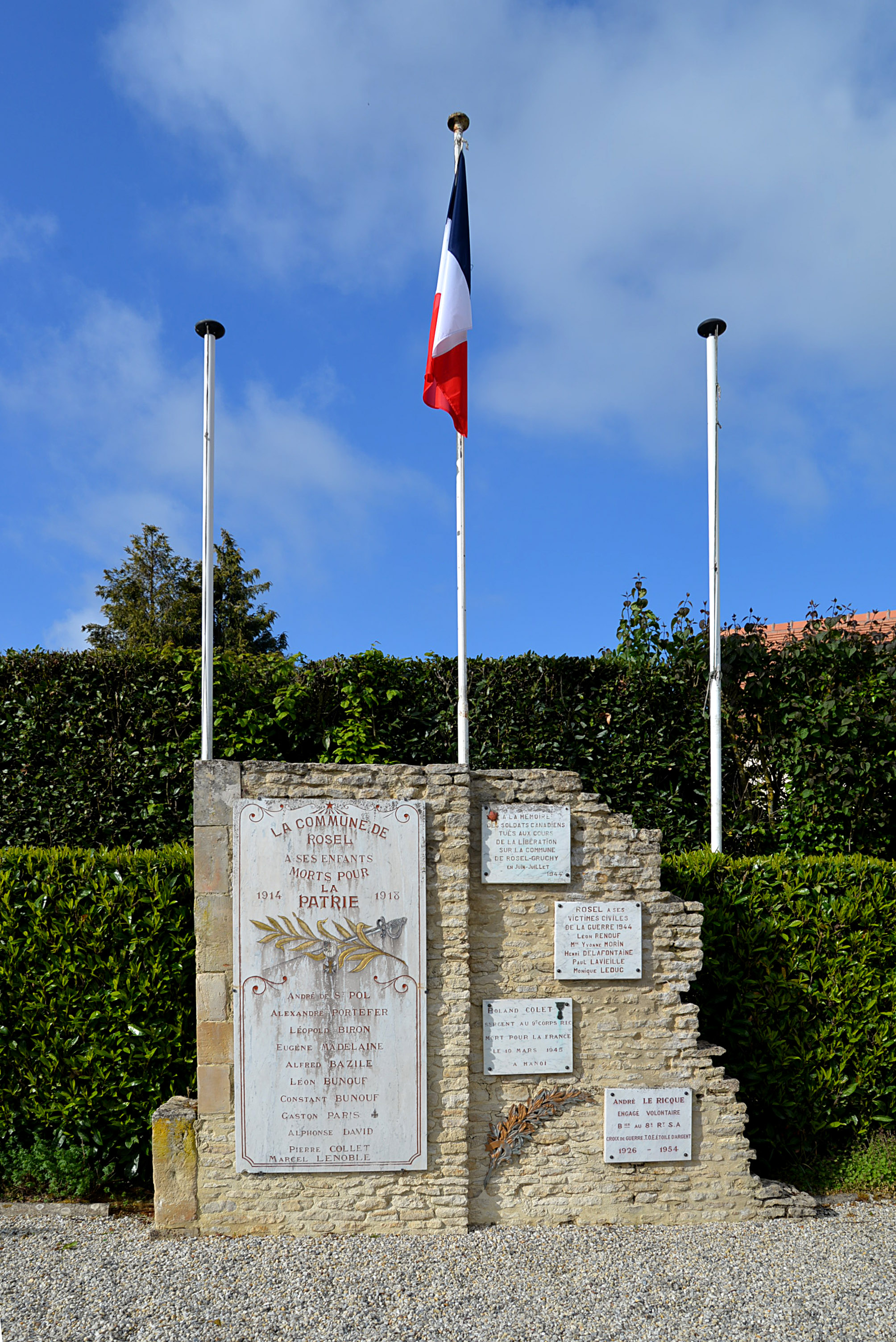
Le monument aux morts.
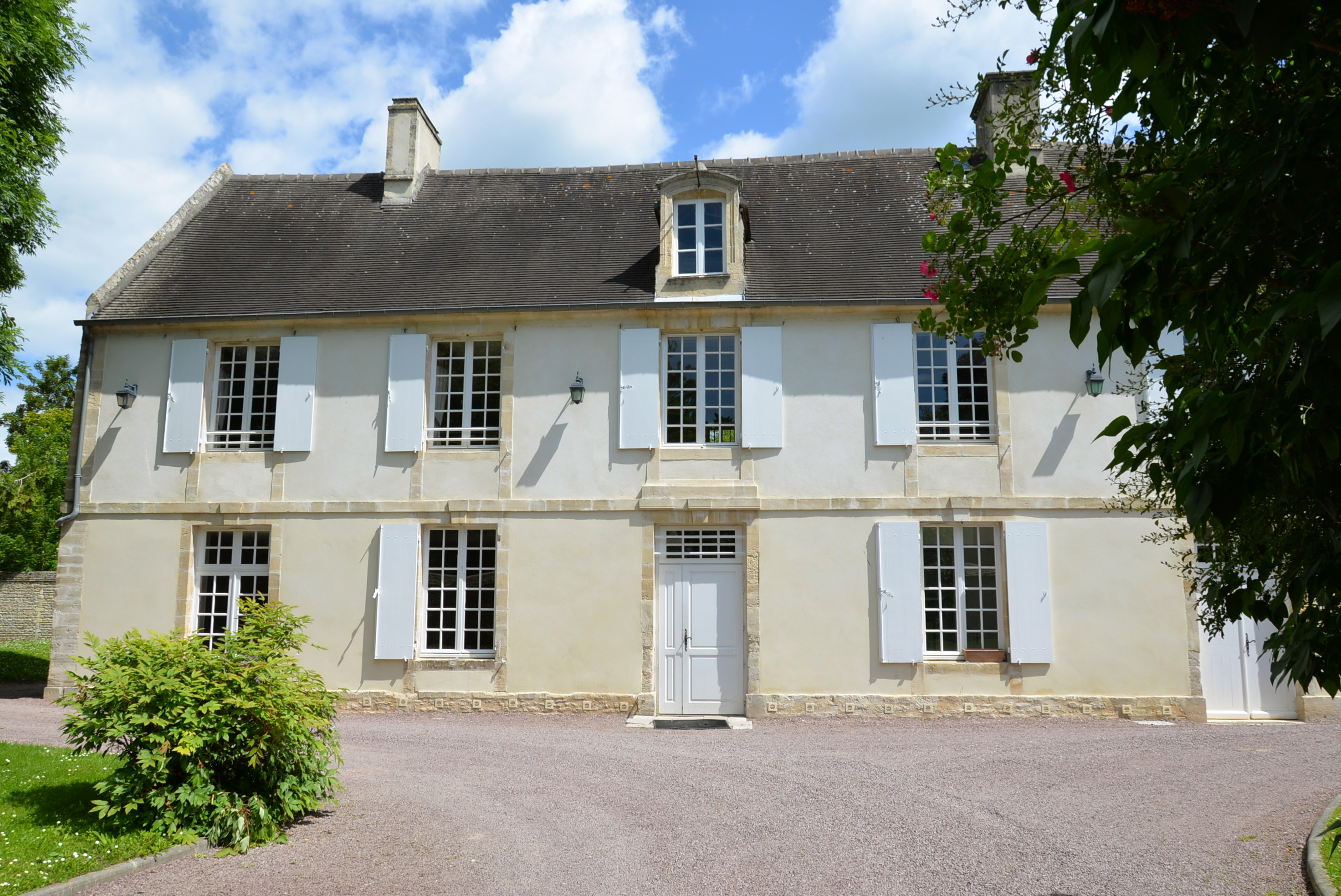
L'ancien presbytère.

### Activité et manifestations

#### Jumelages
- Goodleigh (Royaume-Uni) depuis 1979.

#### Manifestations
Depuis 1995, s'y déroulent en novembre les Foulées de la Mue avec la participation des communes de Lasson, Cairon et Rots.

### Personnalités liées à la commune
Né à Caen en 1817, Georges Adelmard Bouet est décédé à Rosel en 1890. Il était archéologue et dessinateur attitré d'Arcisse de Caumont, archéologue.
Philippine, fille de Hugues de Rozel donna à l'abbaye d'Ardenne dix acres de terre à Grouchy (Gruchy) situé à 3 km de l'église de Rosel en 1176 au temps de Henri II, roi d'Angleterre et duc de Normandie. Dans ce village de Grouchy (Groscium) existe une chapelle abandonnée d'origine gothique, qui était sous l'invocation de sainte Anne.

### Héraldique
| Armes de Rosel | Les armes de la commune de Rosel se blasonnent ainsi : D'argent au chevron de gueules accompagné de six roses de jardin du même, tigées et feuillées de deux pièces de sinople, quatre rangées en chef, deux à dextre et deux à senestre, deux en pointe. |